# Museu Isabella Stewart Gardner
El Museu Isabella Stewart Gardner (en anglès Isabella Stewart Gardner Museum, ISGM) és un museu de Boston (Massachusetts, Estats Units) amb una col·lecció de més de 2.500 obres d'art europeu, asiàtic i americà, que inclou pintures, tapissos i arts decoratives. Es va fundar amb la col·lecció privada d'Isabella Stewart Gardner, a la mansió anomenada Fenway Court, que era la seva residència habitual. El museu també acull exposicions temporals d'art històric i contemporani, un tipus d'exposicions que a partir del 2012, gràcies a la inauguració de nous edificis annexos dissenyats per Renzo Piano, són més habituals.
Aquest museu és tristament famós per un robatori sofert el 1990, en què va perdre diverses de les seves pintures més valuoses, entre elles, obres mundialment famoses de Vermeer i Rembrandt. Aquest cas segueix sense resoldre i és considerat el més greu en matèria artística per part del FBI.